# Idioma yugh
El yugh  o yug es un idioma yeniseiano, relacionado con el ket, antiguamente hablado a lo largo del río Yenisei en la siberia central. Fue considerado anteriormente como un dialecto del ket, el cual se suponía una lengua aislada. A principios de la década de 1990 sólo quedaban 3 hablantes vivos, actualmente se considera que la lengua está extinta.